# Liste der Gemeinden in British Columbia
Diese Liste führt die Gemeinden in der kanadischen Provinz British Columbia auf. Es gibt derzeit 162 Gemeinden, in denen 89 % der Bevölkerung lebt. Eine Gemeinde wird von der Provinzregierung eingerichtet, um einer Gemeinschaft die Selbstverwaltung zu ermöglichen und gewisse Dienstleistungen auszuführen. Diese umfassen in der Regel (aber nicht nur) die Trinkwasserversorgung, Abwasser, Straßenunterhalt, Feuerwehr, Straßenbeleuchtung, Abfallwirtschaft, Zonenplanung, Gebäudeuntersuchung und Parkanlagen.
Gemeinden dürfen Land enteignen, Verordnungen erlassen und durchsetzen, Grundsteuern und Gebühren erheben. Sie werden von einem Bürgermeister und einem Gemeinde- oder Stadtrat geführt, die alle drei Jahre am dritten Samstag im November gewählt werden. Jede Gemeinde gehört einem Regionaldistrikt an und ernennt Vertreter für den Regionalrat.
Bei den Gemeinden wird in British Columbia zwischen verschiedenen Kategorien unterschieden. Um welchen Gemeindetyp es sich handelt, wird grundsätzlich auf der Grundlage der Einwohnerzahl entschieden.
- Village (bis zu 2.500 Einwohner)
- Town (zwischen 2.500 und 5.000 Einwohner)
- City (mehr als 5.000 Einwohner)
- Municipality (mit einer Fläche von mehr als 800 Hektar und einer Einwohnerdichte von weniger als 5 Personen, in den verschiedene Arten wie District Municipality, Island Municipality oder Resort Municipality)

Von diesen Grundsätzen kann es jedoch auch Abweichungen geben.

## Liste der einwohnerstärksten Gemeinden
Die Tabelle enthält alle Orte die den Gemeindestatus City oder Town und mindestens 10.000 Einwohner haben bzw. hatten.
| Stadt           | Regional District      | Status | Einwohner | Einwohner | Einwohner | Einwohner | Einwohner | Einwohner | Einwohner |
| Stadt           | Regional District      | Status | 01991     | 01996     | 02001     | 02006     | 02011     | 02016     | 02021     |
| --------------- | ---------------------- | ------ | --------- | --------- | --------- | --------- | --------- | --------- | --------- |
| Abbotsford      | Fraser Valley          | City   | 86.928    | 105.403   | 115.494   | 123.864   | 133.497   | 141.397   | 153.524   |
| Burnaby         | Metro Vancouver        | City   | 158.858   | 179.209   | 193.954   | 202.799   | 223.218   | 232.755   | 249.125   |
| Campbell River  | Strathcona             | City   | 25.259    | 28.851    | 28.276    | 29.572    | 31.186    | 33.007    | 35.519    |
| Chilliwack      | Fraser Valley          | City   | 49.531    | 60.186    | 62.567    | 69.217    | 77.936    | 83.788    | 93.203    |
| Colwood         | Capital                | City   | 13.468    | 13.848    | 13.745    | 14.687    | 16.093    | 16.859    | 18.961    |
| Comox           | Comox Valley           | Town   | 9.477     | 11.069    | 11.391    | 12.385    | 13.627    | 14.028    | 14.806    |
| Coquitlam       | Metro Vancouver        | City   | 84.021    | 101.820   | 112.890   | 114.565   | 126.804   | 139.284   | 148.625   |
| Courtenay       | Metro Vancouver        | City   | 11.698    | 17.335    | 19.166    | 21.940    | 24.216    | 25.639    | 28.420    |
| Cranbrook       | East Kootenay          | City   | 16.447    | 18.131    | 18.517    | 18.267    | 19.319    | 20.047    | 20.499    |
| Dawson Creek    | Peace River            | City   | 10.981    | 11.125    | 10.754    | 10.994    | 11.583    | 12.178    | 12.323    |
| Delta           | Metro Vancouver        | City   | 88.978    | 95.411    | 96.950    | 96.723    | 99.863    | 102.238   | 108.455   |
| Fort St. John   | Peace River            | City   | 14.156    | 15.021    | 16.051    | 17.402    | 18.609    | 20.260    | 21.465    |
| Kamloops        | Thompson-Nicola        | City   | 67.057    | 76.394    | 77.281    | 80.376    | 85.678    | 90.280    | 97.902    |
| Kelowna         | Central Okanagan       | City   | 75.953    | 89.442    | 96.288    | 106.707   | 117.312   | 127.390   | 144.576   |
| Langford        | Capital                | City   | 15.642    | 17.484    | 18.840    | 22.459    | 29.228    | 35.342    | 46.584    |
| Langley         | Metro Vancouver        | City   | 19.765    | 22.523    | 23.643    | 23.606    | 25.081    | 25.888    | 28.963    |
| Maple Ridge     | Metro Vancouver        | City   | 48.422    | 56.173    | 63.169    | 68.949    | 76.052    | 82.256    | 90.990    |
| Nanaimo         | Nanaimo                | City   | 60.129    | 70.130    | 73.000    | 78.692    | 83.810    | 90.504    | 99.863    |
| Nelson          | Central Kootenay       | City   | 8.849     | 9.585     | 9.318     | 9.258     | 10.230    | 10.572    | 11.106    |
| New Westminster | Metro Vancouver        | City   | 43.585    | 49.350    | 54.656    | 58.549    | 65.976    | 70.996    | 78.916    |
| North Vancouver | Metro Vancouver        | City   | 38.436    | 41.475    | 44.092    | 45.165    | 48.196    | 52.898    | 58.120    |
| Parksville      | Nanaimo                | City   | 7.381     | 9.472     | 10.323    | 10.993    | 11.977    | 12.453    | 13.642    |
| Penticton       | Okanagan-Similkameen   | City   | 27.258    | 30.987    | 30.985    | 31.909    | 32.877    | 33.761    | 36.885    |
| Pitt Meadows    | Metro Vancouver        | City   | 11.235    | 13.436    | 14.670    | 15.623    | 17.736    | 18.573    | 19.146    |
| Port Alberni    | Alberni-Clayoquot      | City   | 18.523    | 18.468    | 17.748    | 17.548    | 17.743    | 17.678    | 18.259    |
| Port Coquitlam  | Metro Vancouver        | City   | 36.773    | 46.682    | 51.257    | 52.687    | 55.958    | 58.612    | 61.498    |
| Port Moody      | Metro Vancouver        | City   | 17.756    | 20.847    | 23.816    | 27.512    | 33.011    | 33.551    | 33.535    |
| Powell River    | qathet                 | City   | 12.991    | 13.131    | 12.983    | 12.957    | 13.165    | 13.157    | 13.943    |
| Prince George   | Fraser-Fort George     | City   | 69.653    | 75.150    | 72.406    | 70.981    | 71.974    | 74.003    | 76.708    |
| Prince Rupert   | Skeena-Queen Charlotte | City   | 16.620    | 16.714    | 14.643    | 12.815    | 12.508    | 12.220    | 12.300    |
| Quesnel         | Cariboo                | City   | 8.208     | 8.468     | 10.044    | 9.326     | 10.007    | 9.879     | 9.889     |
| Richmond        | Metro Vancouver        | City   | 126.624   | 148.867   | 164.345   | 174.461   | 190.473   | 198.309   | 209.937   |
| Salmon Arm      | Columbia Shuswap       | City   | 12.115    | 14.664    | 15.210    | 16.012    | 17.464    | 17.706    | 19.432    |
| Sidney          | Capital                | Town   | 10.082    | 10.701    | 10.929    | 11.315    | 11.178    | 11.672    | 12.318    |
| Surrey          | Metro Vancouver        | City   | 245.173   | 304.477   | 347.820   | 394.976   | 468.251   | 517.887   | 568.322   |
| Terrace         | Kitimat-Stikine        | City   | 11.433    | 12.779    | 12.109    | 11.320    | 11.486    | 11.643    | 12.017    |
| Vancouver       | Metro Vancouver        | City   | 471.844   | 514.008   | 545.671   | 578.041   | 603.502   | 631.486   | 662.248   |
| Vernon          | North Okanagan         | City   | 27.722    | 31.817    | 33.542    | 35.944    | 38.180    | 40.116    | 44.519    |
| Victoria        | Capital                | City   | 71.228    | 73.504    | 74.125    | 78.057    | 80.017    | 85.792    | 91.867    |
| View Royal      | Capital                | Town   | 5.996     | 6.441     | 7.271     | 8.768     | 9.381     | 10.408    | 11.575    |
| West Kelowna    | Central Okanagan       | City   | 17.770    | 22.901    | 26.001    | 28.972    | 30.902    | 32.655    | 36.078    |
| White Rock      | Metro Vancouver        | City   | 16.314    | 17.210    | 18.250    | 18.755    | 19.339    | 19.952    | 21.939    |
| Williams Lake   | Cariboo                | City   | 10.395    | 10.472    | 11.153    | 10.744    | 10.753    | 10.832    | 10.947    |

## Sonstige Gemeinden
Die nachfolgende Auflistung enthält alle sonstigen Gemeinden.

## 1 - 0
- 100 Mile House (District Municipality)

## A
- Abbotsford (City)
- Alert Bay (Village)
- Anmore (Village)
- Armstrong (City)
- Ashcroft (Village)

## B
- Barriere (District Municipality)
- Belcarra (Village)
- Bowen Island (Island Municipality)
- Burnaby (City)
- Burns Lake (Village)

## C
- Cache Creek (Village)
- Campbell River (City)
- Canal Flats (Village)
- Castlegar (City)
- Central Saanich (District Municipality)
- Chase (Village)
- Chetwynd (District Municipality)
- Chilliwack (City)
- Clearwater (District Municipality)
- Clinton (Village)
- Coldstream (District Municipality)
- Colwood (City)
- Comox (Town)
- Coquitlam (City)
- Courtenay (City)
- Cranbrook (City)
- Creston (Town)
- Cumberland (Village)

## D
- Dawson Creek (City)
- Delta (District Municipality)
- Duncan (City)

## E
- Elkford (District Municipality)
- Enderby (City)
- Esquimalt (District Municipality)

## F
- Fernie (City)
- Fort Nelson (District/Regional Municipality)
- Fort St. James (District Municipality)
- Fort St. John (City)
- Fraser Lake (Village)
- Fruitvale (Village)

## G
- Gibsons (Town)
- Gold River (Village)
- Golden (Town)
- Grand Forks (City)
- Granisle (Village)
- Greenwood (City)

## H
- Harrison Hot Springs (Village)
- Hazelton (Village)
- Highlands (District Municipality)
- Hope (District Municipality)
- Houston (District Municipality)
- Hudson’s Hope (District Municipality)

## I
- Invermere (District Municipality)

## K
- Kamloops (City)
- Kaslo (Village)
- Kelowna (City)
- Kent (District Municipality)
- Keremeos (Village)
- Kimberley (City)
- Kitimat (District Municipality)

## L
- Ladysmith (Town)
- Lake Country (District Municipality)
- Lake Cowichan (Town)
- Langford (City)
- Langley (Stadt) (City)
- Langley (Distrikt) (District Municipality)
- Lantzville (District Municipality)
- Lillooet (District Municipality)
- Lions Bay (Village)
- Logan Lake (District Municipality)
- Lumby (Village)
- Lytton (Village)

## M
- Mackenzie (District Municipality)
- Maple Ridge (City)
- Masset (Village)
- McBride (Village)
- Merritt (City)
- Metchosin (District Municipality)
- Midway (Village)
- Mission (District Municipality)
- Montrose (Village)

## N
- Nakusp (Village)
- Nanaimo (City)
- Nelson (City)
- New Denver (Village)
- New Hazelton (District Municipality)
- New Westminster (City)
- North Cowichan (District Municipality)
- North Saanich (District Municipality)
- North Vancouver (Stadt) (City)
- North Vancouver (Distrikt)

## O
- Oak Bay (District Municipality)
- Oliver (Town)
- One Hundred Mile House (District Municipality)
- Osoyoos (Town)

## P
- Parksville (City)
- Peachland (District Municipality)
- Pemberton (Village)
- Penticton (City)
- Pitt Meadows (City)
- Port Alberni (City)
- Port Alice (Village)
- Port Clements (Village)
- Port Coquitlam (City)
- Port Edward (District Municipality)
- Port Hardy (District Municipality)
- Port McNeill (Town)
- Port Moody (City)
- Pouce Coupe (Village)
- Powell River (City)
- Prince George (City)
- Prince Rupert (City)
- Princeton (Town)

## Q
- Qualicum Beach (Town)
- Queen Charlotte (Village)
- Quesnel (City)

## R
- Radium Hot Springs (Village)
- Revelstoke (City)
- Richmond (City)
- Rossland (City)

## S
- Salmo (Village)
- Salmon Arm (City)
- Saanich (District Municipality)
- Sayward (Village)
- Sechelt (District Municipality)
- Sicamous (District Municipality)
- Sidney (Town)
- Silverton (Village)
- Slocan (Village)
- Smithers (Town)
- Sooke (District Municipality)
- Spallumcheen (District Municipality)
- Sparwood (District Municipality)
- Squamish (District Municipality)
- Stewart (District Municipality)
- Summerland (District Municipality)
- Surrey (City)

## T
- Tahsis (Village)
- Taylor (District Municipality)
- Telkwa (Village)
- Terrace (City)
- Tofino (District Municipality)
- Trail (City)
- Tumbler Ridge (District Municipality)

## U
- Ucluelet (District Municipality)

## V
- Valemount (Village)
- Vancouver (City)
- Vanderhoof (District Municipality)
- Vernon (City)
- Victoria (City)
- View Royal (Town)

## W
- Warfield (Village)
- Wells (District Municipality)
- West Kelowna (City)
- West Vancouver (District Municipality)
- Whistler (Resort Municipality)
- White Rock (City)
- Williams Lake (City)

## Z
- Zeballos (Village)

## Quelle
- Local Governments Member Listing Gemeindeliste der Union of BC Muncipalities (UBCM)
- Community Facts (Gemeindestatistiken) auf der Seite von BCStats